# Meritorisches Gut
Ein meritorisches Gut (meritorisch, von lateinisch meritum, „das Verdienst“) ist in den Wirtschaftswissenschaften ein privates Gut, bei dem Angebot oder Nachfrage ohne staatliche Eingriffe nicht das gesellschaftlich gewünschte Maß erreichen; hiermit wird in der Regel die Erwartung oder Forderung verbunden, dass Angebot oder Nachfrage vom Staat gefördert werden sollten, um eine pareto-optimale Allokation zu erreichen.

## Merkmale
Der Begriff „meritorisch“ geht auf eine Wortschöpfung des Ökonomen Richard Musgrave im Jahr 1957 zurück, der entsprechende Bedürfnisse als merit wants bezeichnete, was sich frei mit „anerkennungswürdige Bedürfnisse“ übersetzen lässt.
Meritorisch sind private Güter, bei denen die Nachfrage hinter einem gesellschaftlich gewünschten Ausmaß zurückbleibt. Umgekehrt bezeichnet man ein Gut als demeritorisch, wenn die Nachfrage nach einem solchen Gut als zu hoch angesehen wird. Da die Einschätzung, welche Nachfrage gesellschaftlich gewünscht ist, in der Regel nur subjektiv beurteilt werden kann, ist auch die Einstufung eines Guts als (de-)meritorisch entsprechend subjektiv.

### Ursachen für den Nachfragemangel
Meritorische Güter entstehen als Ergebnis eines politischen Willensbildungsprozesses. Aus wirtschaftswissenschaftlicher Sicht wird dieser Prozess häufig durch einen oder mehrere der folgenden Zusammenhänge beeinflusst:
Irrationale Entscheidungen
Man glaubt, dass die Konsumenten ihre Kaufentscheidungen nicht nach rationalen Erwägungen treffen, da sie die Vor- und Nachteile nicht hinreichend durchdenken oder die komplexen Wirkzusammenhänge nicht durchschauen. (Beispiel: Das Nichtanlegen des Sicherheitsgurtes im Auto wurde vom Gesetzgeber als irrationale Entscheidung bewertet, was zur Einführung der Anschnallpflicht führte.)
Unvollständige Information
Es wird angenommen, dass die Verbraucher nicht über die für eine optimale Budgetallokation notwendigen Informationen verfügen. (Beispiel: Hauseigentümer wissen oft nicht, welche Einsparungen sich durch Maßnahmen zur Wärmedämmung erzielen lassen, weshalb der Staat zeitweise entsprechende Prüfungen subventionierte.) Hierzu zählen auch Informationsasymmetrie und adverse Selektion.
Falsche Zeitpräferenzrate
Die Zeitpräferenzrate gibt an, wie viel weniger Bedeutung man zukünftigen Ereignissen gegenüber gegenwärtigen beimisst. Meritorische Güter werden oft damit begründet, dass die Zeitpräferenzrate der Konsumenten zu hoch sei, sie also zu wenig an die Zukunft dächten. (Beispiel: Die Einführung der Pflicht zur Pflegeversicherung wurde damit begründet, dass die Menschen in jungen Jahren ihrer späteren Pflegebedürftigkeit zu geringe Bedeutung beimäßen.)
Externe Effekte
Durch externe Effekte weicht der Nutzen des über die Nachfrage entscheidenden Individuums vom gesamten volkswirtschaftlichen Nutzen ab. Da der Konsument bei seinen Entscheidungen andere Nutzen als den eigenen nicht oder nicht genügend berücksichtigt bzw. da der Preis, den er zu zahlen bereit ist, die negativen externen Effekte nicht abbildet, entspricht die Nachfrage nicht dem volkswirtschaftlichen Optimum. (Beispiel: Ein Hauseigentümer bewertet den Nutzen des Erhalts einer denkmalgeschützten Fassade nur nach dem daraus zu ziehenden Nutzen seiner Bewohner; da aber die übrigen Bewohner und Besucher der Stadt ebenfalls einen Nutzen aus ihr ziehen, wird der Erhalt der Fassade als meritorisches Gut durch Auflagen und Subventionen gefördert.)
Dieselben Gründe werden auch als Ursachen für eine gemessen an der gesellschaftlichen oder politischen Erwünschtheit zu hohe Nachfrage demeritorischer Güter gesehen.

## Beurteilung
Von den Befürwortern des Konzepts  der (de-)meritorischen Güter wird ein im positiven Sinne paternalistisch agierender Staat unterstellt. Dessen Akteure könnten im Hinblick auf das gesellschaftliche Wohl bessere Entscheidungen treffen als das Individuum selbst.
Hingegen wird das Konzept von einigen Libertären kritisiert, da die Bereitstellung meritorischer Güter einen Eingriff in die Konsumentensouveränität der Individuen darstelle. Dies gilt insbesondere, wenn es sich um ein Individualgut handelt. Soweit das Konzept der meritorischen Güter haltbar sei, sei es nicht neu, sondern durch andere Ansätze, vor allem die Theorie des Marktversagens, abgedeckt; was hingegen neu sei an der Theorie der meritorischen Güter, das sei auf individualistischer Grundlage nicht zu halten. Tatsächlich abstrahieren die Wirtschaftswissenschaften bei der Beurteilung eines Gutes im Hinblick auf seinen meritorischen Charakter von den individuell unterschiedlichen Präferenzen der Konsumenten.
Außerdem wird gegen die kostenlose Bereitstellung meritorischer Güter eingewendet, dass deren möglicher objektiver Nutzen von den Konsumenten oft gerade deshalb nicht erkannt werde, weil sie keinen Preis haben. Die Inflationierung der Bereitstellung meritorischer Güter könne außerdem zur Deaktivierung und Verantwortungslosigkeit der Konsumenten führen.
Werden meritorische Güter privatwirtschaftlich angeboten, jedoch die Ergebnisse einer marktmäßigen Steuerung nachträglich korrigiert, z. B. durch Budgetierung oder Subventionen, besteht das Risiko, dass sie zu höheren Kosten produziert werden als notwendig (betriebswirtschaftliche Ineffizienz) oder dass sich die Produktion zu wenig an den Wünschen potenzieller Nutznießer orientiert (volkswirtschaftliche Ineffizienz).

### Wirtschaftliche Aspekte
Das Marktversagen bei öffentlichen und meritorischen Gütern tritt beim Güterangebot des Gütermarktes auf. Wie Richard Musgrave in seinem Konzept meritorischer Güter aufzeigt, gibt es auch Marktversagen bei der Güternachfrage, wenn Güter und Dienstleistungen, die Personen unabhängig von ihrer individuellen Leistung „verdienen“, aber nicht im gesellschaftlich wünschenswerten Ausmaß konsumiert werden. Ursache für eine Nachfragelücke bei der suboptimalen Bereitstellung meritorischer Güter kann irrationales Verhalten sein wie etwa die Weigerung, während der Autofahrt einen Sicherheitsgurt anzulegen, was eine staatlich durch Gesetz vorgeschriebene Anschnallpflicht zur Folge hat und zur Verringerung sozialer Kosten bei Verkehrsunfällen führt. Auch unvollkommene Information und falsche Zeitpräferenzen können einen Nachfragemangel auslösen.
Die Förderung meritorischer Güter durch die öffentliche Hand wird Meritorisierung genannt. So wird die unvollkommene Information über die Wärmedämmung von Wohnhäusern durch entsprechende finanzielle Fördermittel beseitigt, falsche Zeitpräferenzen wie bei der Rentenversicherung junger Arbeitnehmer werden durch Pflichtversicherung ausgeglichen.

## Beispiele
Güter, die diese Voraussetzungen erfüllen, werden vom Gesetzgeber oder von Wissenschaftlern als meritorische Güter eingestuft und sind – bei im Einzelnen sehr unterschiedlicher Einschätzung – zum Beispiel:
- Versicherungen, insbesondere Sozialversicherungen und bestimmte Haftpflichtversicherungen;
- Informationsversorgung durch den öffentlich-rechtlichen Rundfunk;[10]
- Gesetzliche Rentenversicherung (Deutschland);
- Vermögensbildung;
- Sport;[11]
- Schulbildung;[12]
- Erwachsenenbildung und Bibliothekswesen;[13]
- Arbeitsvermittlung und Berufsberatung;[14]
- Bücher (z. B. Buchpreisbindung, niedrige Umsatzsteuer auf Printprodukte);
- Jugendbetreuung;
- Krankheitsprävention und Gesundheitsförderung (z. B. Impfungen, Vorsorgeuntersuchungen, Schutz vor Pandemien);
- Kultur;
- Landwirtschaft bzw. Landschaftspflege (über agrarpolitische Subventionen und Quotierungen auf nationaler und EU-Ebene);
- Verkehr;[15]
- Biodiversität (z. B. Förderung über Natura 2000);
- öffentliche Sicherheit (z. B. Polizei, Gerichtswesen).[16]

Die Frage, ob ein Gut meritorisch oder demeritorisch ist, hängt auch von der konsumierten Menge ab. So bedroht beispielsweise der übermäßige Konsum von Tourismusdienstleistungen (Reiseintensität) deren Erholungswirkung.

### Maßnahmen
Als Maßnahmen zur Sanktionierung des Konsums (de-)meritorischer Güter kommen in Frage:
- Konsumgebote bzw. -verbote (z. B. Sozialversicherungspflicht, Schulpflicht, Betäubungsmittelgesetz);
- Subventionen bzw. Steuern und Abgaben (z. B. Kulturförderung, Mineralölsteuer);
- Information und (Zwangs-)Beratung der Konsumenten (z. B. gesundheitliche Aufklärung, Studienfach- und Berufswahllenkung durch Numerus clausus);
- Budgetierung (z. B. im Gesundheitssystem);
- Indirekte Eingriffe in das Marktgeschehen (z. B. Werbebeschränkungen für Tabakwaren).

### Spezialfall: Ausbildung, Bildung, Gesundheit und Kultur
Insbesondere Ausbildung, Bildung, Gesundheit und Kultur werden häufig zu den meritorischen Gütern gerechnet. So könnte ein rein privatwirtschaftlich organisiertes Gesundheitssystem dazu führen, dass viele Menschen keine ausreichende Gesundheitsversorgung erhalten. Meritorische Güter wie Schulen oder Krankenhäuser werden teilweise in der Privatwirtschaft geführt (Privatschulen oder Privatkliniken), aber die Mehrzahl ist staatlich, weil der Staat will, dass diese meritorischen Güter von allen Bürgern konsumiert werden können oder sogar müssen. Der Staat hält sie für sein Gemeinwesen von derart großer Bedeutung, dass er seine Bürger zum Konsum verpflichtet. Zahlt jemand die Schulgebühr für eine Privatschule nicht, wird der Schüler vom Unterricht ausgeschlossen. Da öffentliche Schulen kostenlos sind, ist eine Ausschließbarkeit vom Unterricht kein Thema. Auch die Freiheit, Schulbildung nachzufragen oder nicht, wird vom Staat durch die Schulpflicht ausgeschlossen.
Dabei ist jedoch weiterhin umstritten, ob Bildung ein privates Gut, öffentliches Gut oder ein meritorisches Gut ist. Bildung wäre ein privates Gut, wenn kein natürliches Monopol vorläge (es liegt keins vor), wenn Nachfrager sich als Rivalen (Rivalitätsgrad) gegenüberstünden (sie werden gruppenweise angeboten und nachgefragt: Schulklassen), wenn Wissenserwerb durch einen bestimmten Nachfrager den gleichzeitigen Erwerb desselben Wissens für andere Nachfrager ausschließen würde (Ausschließbarkeit: der Lehrer trägt dasselbe Wissen für alle Schüler vor) und wenn es keine Nutznießer außer den Nachfragern selbst gäbe (vollständige Nutzeninternalisierung). Bildung wäre ein öffentliches Gut, wenn Marktversagen vorhanden wäre, weil der Preis- und Marktmechanismus eine effiziente Allokation nicht gewährleisten könnten.
Bildung ist ein meritorisches Gut,
- wenn der Staat die individuellen Bildungspräferenzen der Bürger nicht akzeptiert, sondern ihnen seine Präferenzen aufzwingt, was durch Schulpflicht der Fall ist.
- Durch Bildung kann Unwissen beseitigt werden, ein Preis- und Marktmechanismus kann keine gleichen Bildungschancen herbeiführen.[21]

## Abgrenzungsprobleme und besondere Formen
Anders als bei öffentlichen Gütern können mit der Erzeugung meritorischer Güter durch private Anbieter auch private Erträge erzielt werden. In vielen Fällen werden meritorische Güter von staatlich anerkannten privaten Trägern bereitgestellt, um sie an die (z. B. weltanschaulichen oder religiösen) Präferenzen unterschiedlicher Zielgruppen anzupassen, dadurch akzeptabler zu machen und die Inanspruchnahme zu erhöhen. Der Staat kann in diesem Fall die Preise administrieren und die privaten Träger auf verschiedene Weise refinanzieren, wie dies in Deutschland im Falle der Wohlfahrtsorganisationen teilweise geschieht (sog. Sozialmärkte, auf denen der Staat bzw. eine Sozialversicherung oder auch eine öffentlich-rechtliche Stiftung für Leistungen bezahlt, die private Träger für die Konsumenten erstellen).
Wie schwierig die Abgrenzung und die Rechtfertigung des Angebots meritorischer Leistungen ist, zeigen folgende Beispiele: Hochwertige Informationen werden auch in privaten (z. B. Print-)Medien angeboten, während im öffentlich-rechtlichen Hörfunk und Fernsehen neben hochwertigen journalistischen Leistungen auch reine Unterhaltung angeboten und konsumiert wird. Beim Sport ist zu unterscheiden zwischen dem aktiv-interaktiven Sport und dem reinen „Zuschauersport“, der effektiv privat vermarktet wird. Bezüglich des Gutes Sicherheit ist wiederum zu hinterfragen, ob seine Bereitstellung als öffentliche Leistung tatsächlich wegen mangelnder privater Nachfrage erfolgt – diese ist ja im Fall privater Sicherheitsdienste durchaus vorhanden – oder aber wegen anderer politisch nicht gewollter Folgen.

### Demeritorische Güter
Demeritorische Güter sind gesellschaftlich unerwünschte Güter wie beispielsweise Drogen, Glücksspiel oder Zwangsprostitution. Ökonomisch handelt es sich um private Güter, die – wegen gesetzlicher Verbote – auf einem illegalen Teilmarkt des Gütermarkts (Schwarzmarkt) gehandelt werden.

### Kollektive Güter
Eine Abgrenzung gegenüber dem Begriff des kollektiven bzw. öffentlichen Gutes ist schwierig. Theoretisch ist es das Ziel der Bereitstellung kollektiver Güter durch staatliche Eingriffe, Konsumentenpräferenzen, die am Markt nicht bedient werden können, weil gar kein Markt entsteht bzw. eine Erwirtschaftung von Erträgen durch private Produzenten nicht möglich ist, zur Geltung zu verhelfen. Im Falle meritorischer Güter besteht die Absicht der Entscheidungsträger hingegen darin, in die individuellen Konsumentenpräferenzen zugunsten der vermuteten Präferenzen eines Kollektivs einzugreifen. Praktisch ist eine Abgrenzung jedoch sehr schwierig. Dafür wurden bereits von Musgrave verschiedene Kriterien vorgeschlagen, die aber zum großen Teil unbefriedigend bleiben: z. B. die Frage, ob die Orientierung am Interesse der Konsumenten die Frage der Bereitstellung dominiert, ob das Entscheidungsverhalten der Konsumenten als irrational anzusehen ist, oder ob eine ethische Gewichtung der individuellen Präferenzen möglich ist. Einfacher zu handhaben, jedoch in keinem Fall unstrittig, sind Kriterien wie das Ausmaß paternalistischer Bevormundung der Konsumenten (z. B. durch Lebensmittelgutscheine); die Frage, ob eine parlamentarische Mehrheit oder eine am Gleichheitsprinzip orientierte Justiz die Güter als notwendig erachtet – so in der Diskussion von 2009/2010 um den Hartz-IV-Regelsatz; die enge Bindung der Leistungen an das Sozialstaatsprinzip etwa im Unterschied zu ökologisch motivierten Lenkungssteuern; oder die Frage, ob Marktteilnehmer von der Konsumtion ausgeschlossen werden können (Ausschließbarkeit), was bei kollektiven Gütern nicht möglich ist.